# Disney Channel Playlist
| Оценки критиков | Оценки критиков |
| Источник        | Оценка          |
| --------------- | --------------- |
| Allmusic        | [ 2 ]           |

Disney Channel Playlist — сборник музыки из сериалов Disney Channel и кино Disney Channel, выпущен 9 июня 2009 года. Диск занял 72-е место в чарте и возглавил Top Kid Albums.

## Список композиций
| №   | Название                                                                                       | Длительность |
| --- | ---------------------------------------------------------------------------------------------- | ------------ |
| 1.  | «One and the Same» (Селена Гомес & Дэми Ловато из фильма Программа защиты принцесс)            | 3:00         |
| 2.  | «Live to Party» (Jonas Brothers из сериала JONAS)                                              | 2:50         |
| 3.  | «So Far, So Great» (Дэми Ловато из сериала Дайте Санни шанс)                                   | 2:14         |
| 4.  | «Let It Go» (Митчел Муссо & Тиффани Торнтон из фильма Пит в перьях)                            | 2:36         |
| 5.  | «Hero in Me» (Эмили Осмент из фильма Папохищение)                                              | 2:20         |
| 6.  | «Let's Get Crazy» (Ханна Монтана из фильма Ханна Монтана: Кино)                                | 2:35         |
| 7.  | «Gitchee Gitchee Goo» (Винсент Мартелла вместе с Эшли Тисдейл из сериала Финес и Ферб)         | 1:59         |
| 8.  | «The Girl Can't Help It» (Митчелл Муссо из фильма Программа защиты принцесс)                   | 3:22         |
| 9.  | «Everything Is Not What It Seems» (Селена Гомес из сериала Волшебники из Вэйверли Плэйс)       | 0:50         |
| 10. | «This Is Me» (Дэми Ловато & Джо Джонас из сериала Camp Rock)                                   | 3:07         |
| 11. | «Breaking Free» (Ванесса Хадженс вместе с Заком Эфроном и Дрю Сили из сериала Классный мюзикл) | 3:26         |
| 12. | «Fabulous» (Эшли Тисдейл & Лукас Грейбил из сериала Классный мюзикл: Каникулы)                 | 3:01         |
| 13. | «Run It Back Again» (Корбин Блю из фильма Спасатели во времени)                                | 2:51         |
| 14. | «Start the Party [Remix]» (Джордан Франсис из сериала Camp Rock)                               | 2:46         |
| 15. | «Dance Me If You Can» (The Cheetah Girls из фильма The Cheetah Girls: One World)               | 3:30         |

Disney Channel Playlist Two! — сборник музыки из сериалов Disney Channel и кино Disney Channel.
, выпущен зимой 2011 года.

## Чарты и продажи
| Чарты (2009)        | Максимальная позиция | Продажи |
| ------------------- | -------------------- | ------- |
| U.S. Billboard 200  | 72                   | 30,000  |
| U.S. Top Kid Albums | 1                    | 30,000  |